# Insediamento di Shengavit
L'insediamento di Shengavit (in armeno Շենգավիթ հնավայր?, Shengavit' hənavayr) è un sito archeologico situato nei pressi del distretto di Shengavit, uno dei dodici distretti in cui è suddivisa Erevan, l'odierna capitale armena, e in particolare su una collina a sud-est del lago Erevan. Il sito è stato abitato dal popolo dei Kura Araxes durante una serie di fasi di insediamento durata approssimativamente dal 3.200 a.C. al 2.500 a.C., durante il periodo dell'età del bronzo che prende il nome proprio dalla sopraccitata civiltà, e poi discontinuamente riutilizzato all'incirca fino al 2.200 a.C. A testimonianza di ciò vi sono i resti di ceramica rinvenuti, che collocano per l'appunto il sito nel periodo Kura-Araxes (o primo periodo Transcaucasico) e nell'area culturale Shengavitiana.
Sembra che l'insediamento di Shengavit fosse un centro molto importante per l'area circostante, sia a causa delle sue insolite dimensioni, che dell'evidente sovrapproduzione di grano e di prodotti metallurgici, sia grazie alle sue mura in pietra larghe quattro metri. Al di fuori di queste ultime sono stati trovati i resti di quattro villaggi più piccoli: Moukhannat, Tepe, Khorumbulagh e Tairov.

## Storia dell'escavazione
Come detto, l'area dell'odierno sito di Shengavit è stata popolata a cominciare perlomeno dal 3.200 a.C., durante il periodo della prima fase dell'età del bronzo chiamato Kura-Araxes e che prende il nome proprio dalla civiltà che abitava allora questi luoghi. Gli scavi del sito archeologico di Shengavit iniziarono nel 1936, sotto la direzione dell'archeologo E. Bayburdian che scavò una fossa di prova sulla collina, dalla quale si evinse che in quel sito sarebbe valsa la pena effettuare ulteriori indagini archeologiche che furono per l'appunto svolte fino al 1938. Nel 1958, gli scavi nel sito furono poi ripresi dall'archeologo S. A. Sardarian, il quale li continuò fino al 1980, lasciando però un lavoro molto poco documentato, che non sempre consentì di risalire ai punti esatti dello scavo in cui erano stati rinvenuti i determinati manufatti.
Nel 2000, a vent'anni di distanza dalla chiusura dell'ultima campagna, fu intrapreso un nuovo e intensivo programma di scavi sotto la guida dell'archeologo Hakop Simonyan, il quale fece realizzare due buche stratigrafiche ai bordi delle vecchie fosse scavate da Bayburdian e Sardarian.
Nel 2009 a Simonyan si è unito il professor Mitchell S. Rothman dell'università Widener in Pennsylvania. I due hanno condotto assieme tre serie di scavi, nel 2009, nel 2010 e nel 2012. Durante una di queste, è stata ottenuta una colonna stratigrafica completa del terreno fino al substrato roccioso, la quale mostra 8 o 9 livelli stratigrafici distinti coprendo un lasso di tempo che va dal 3.200 al 2.500 a.C. In aggiunta, sono state trovate anche prove di un uso seguente del sito risalente al 2.200 a.C. Gli scavi hanno portato alla luce serie di edifici larghi, di edifici rotondi con stanze quadrate ediacenti e di edifici rotondi più semplici. Di particolare rilevanza, poi, è stata una serie di costruzioni a scopo rituale scoperta nelle sessioni di scavo del 2010 e del 2012.
Nel luglio 2010, Simonyan annunciò la scoperta, nel sito, di ossa di cavallo. Riguardo a tale ritrovamento, il paleo-zoologo tedesco Hans-Peter Uerpmann affermò che molte di quelle ossa provenivano da contesti difficilmente identificabili e che i più antichi dei reperti ossei equini di chiara provenienza, sono quelli trovati da Simonyan nel suo scavo presso il sito di Nerkin Naver, risalente alla media età del bronzo.

## Mappa dell'insediamento
Fino a oggi gli archeologi hanno rinvenuto larghe mura poligonali corredate da torri che circondavano l'intero insediamento. All'interno delle mura, erano situati edifici a più piani a base sia circolare che quadrata, costruiti in pietra e mattoni di fango. All'interno di alcune delle strutture residenziali sono stati poi rinvenuti focolari rituali e pozzi domestici, mentre nelle loro vicinanze sono stati trovati grandi silos dove grano e orzo venivano conservati per tutti gli abitanti della città. Sempre all'interno della cinta muraria è stato poi ritrovato un passaggio sotterreano che portava dalla città al fiume. Al di fuori delle mura, in particolare in direzione sud-est e sud-ovest, sono invece state scoperte tombe nelle vicinanze di altri tumuli di sepoltura già portati alla luce in diverse serie di scavi precedenti.

## Reperti

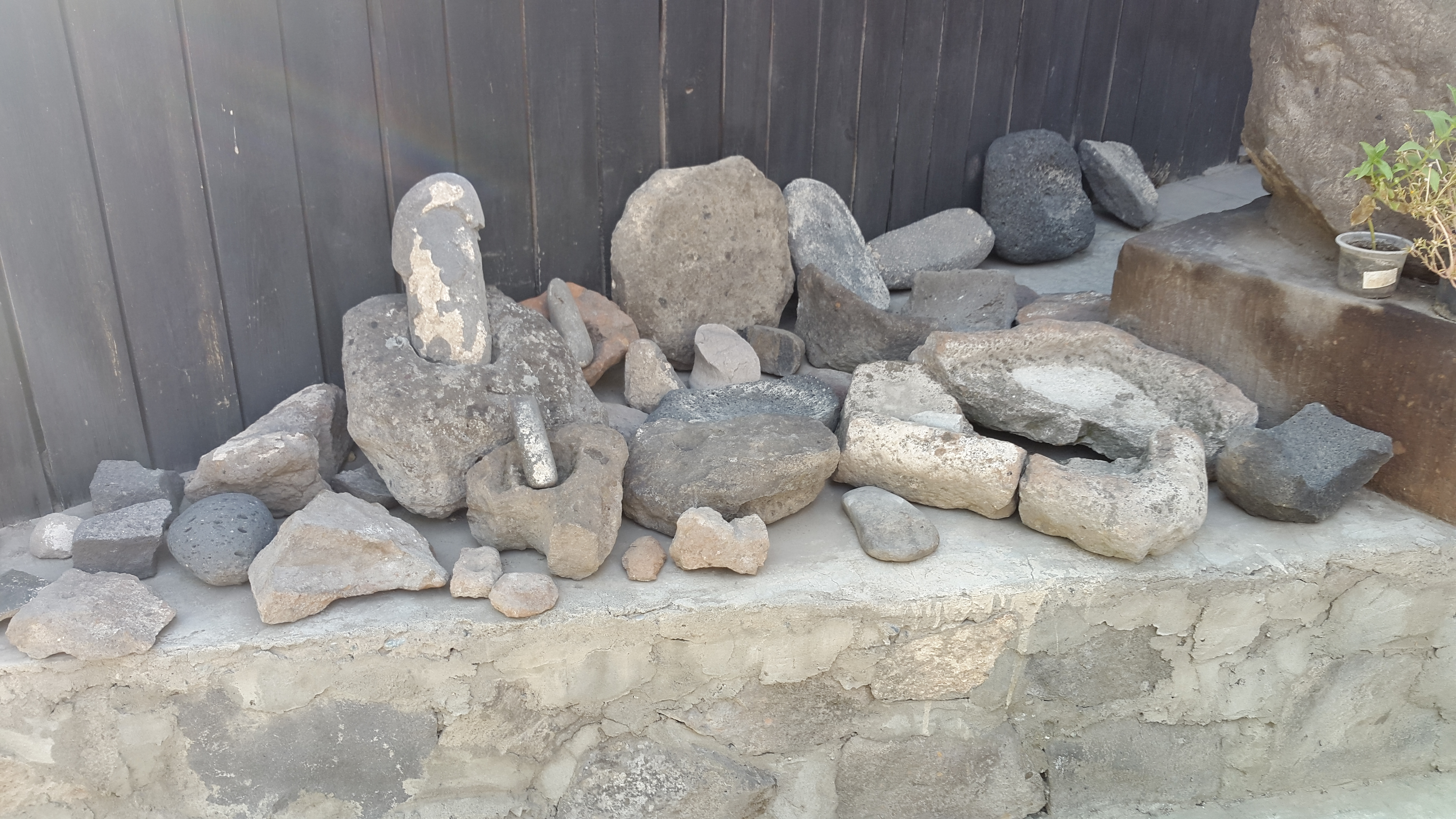
Utensili di pietra provenienti dall'insediamento di Shengavit.

Tra gli oggetti portati alla luce durante le diverse campagne di scavo ci sono utensili in chert e in ossidiana, teste di mazza, zappe, martelli, punte di lancia, aghi, terraglie e crogioli (che potevano contenere anche 10 kg di metallo fuso). Sono stati trovati anche contenitori per lo stoccaggio di metallo fuso che potevano contenere quantità anche molto maggiori di quelle che la città avrebbe dovuto richiedere. Le grandi quantità di detriti ritrovati e derivanti dalla realizzazione di utensili da taglio in selce e ossidiana, di ceramiche, di processi metallurgici e di armi, hanno fatto inoltre ipotizzare che in città vi fossero gilde organizzate e specializzate in tali produzioni. 
Gli oggetti di ceramica ritrovati in questo insediamento hanno in genere un caratteristico esterno brunito e un interno rossastro con disegni incisi o rialzati. Questo stile definisce il periodo e si può riscontrare la sua presenza in tutti i territori montuosi abitati del primo periodo Transacaucasico.
Durante una delle prime campagne di scavi è stato portato alla luce un largo obelisco di pietra dalla forma vagamente fallica, simile a un altro obelisco ritrovato nel sito di Mokhrablur, quattro chilometri a sud di Echmiadzin, celebre per essere la città più sacra dell'Armenia. Si ritiene che tale scultura, assieme a numerose statuette di argilla più piccole ritrovate nel sito, siano al centro di pratiche rituali un tempo svolte a Shengavit.

## Galleria d'immagini

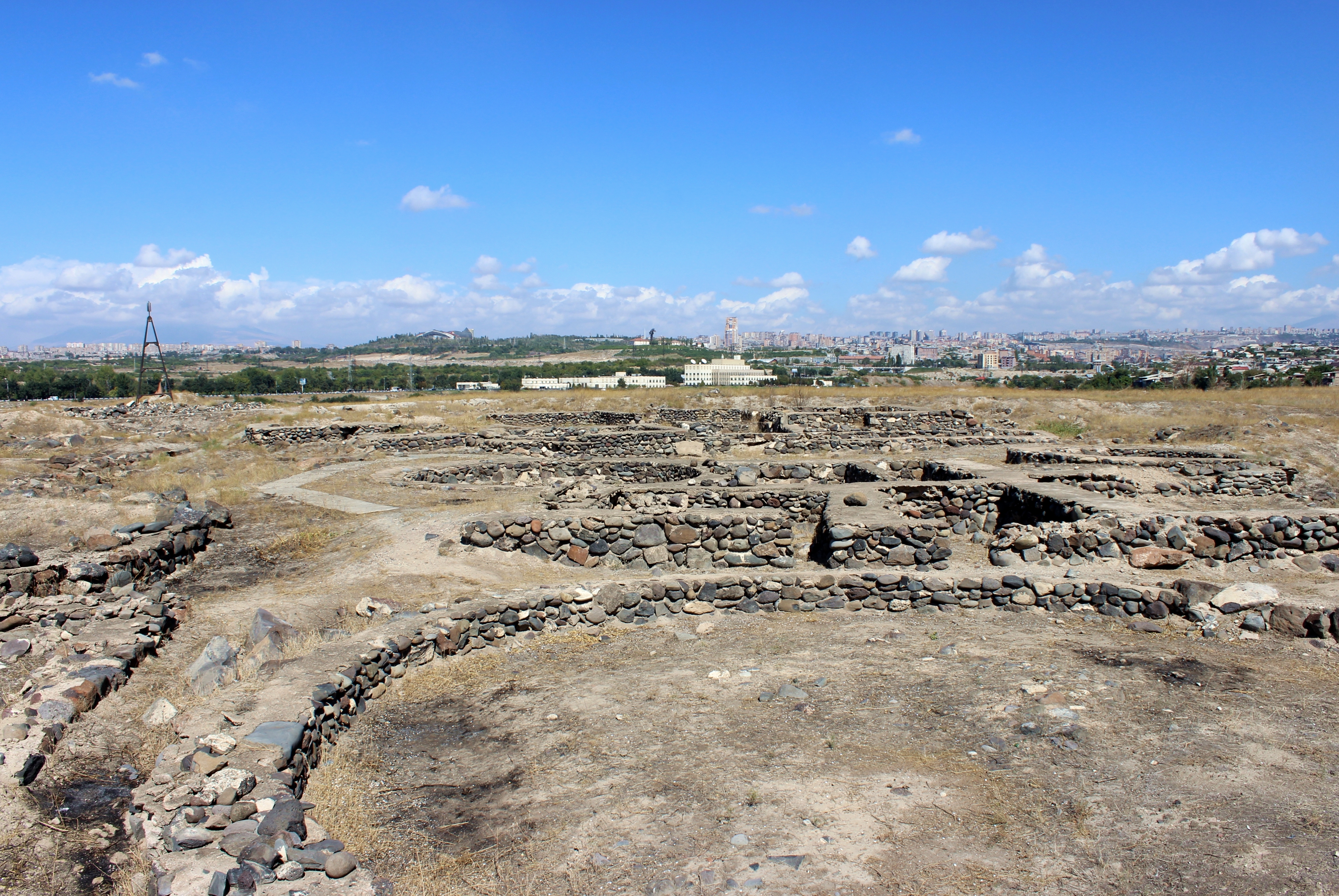
Una veduta del sito archeologico di Shengavit.
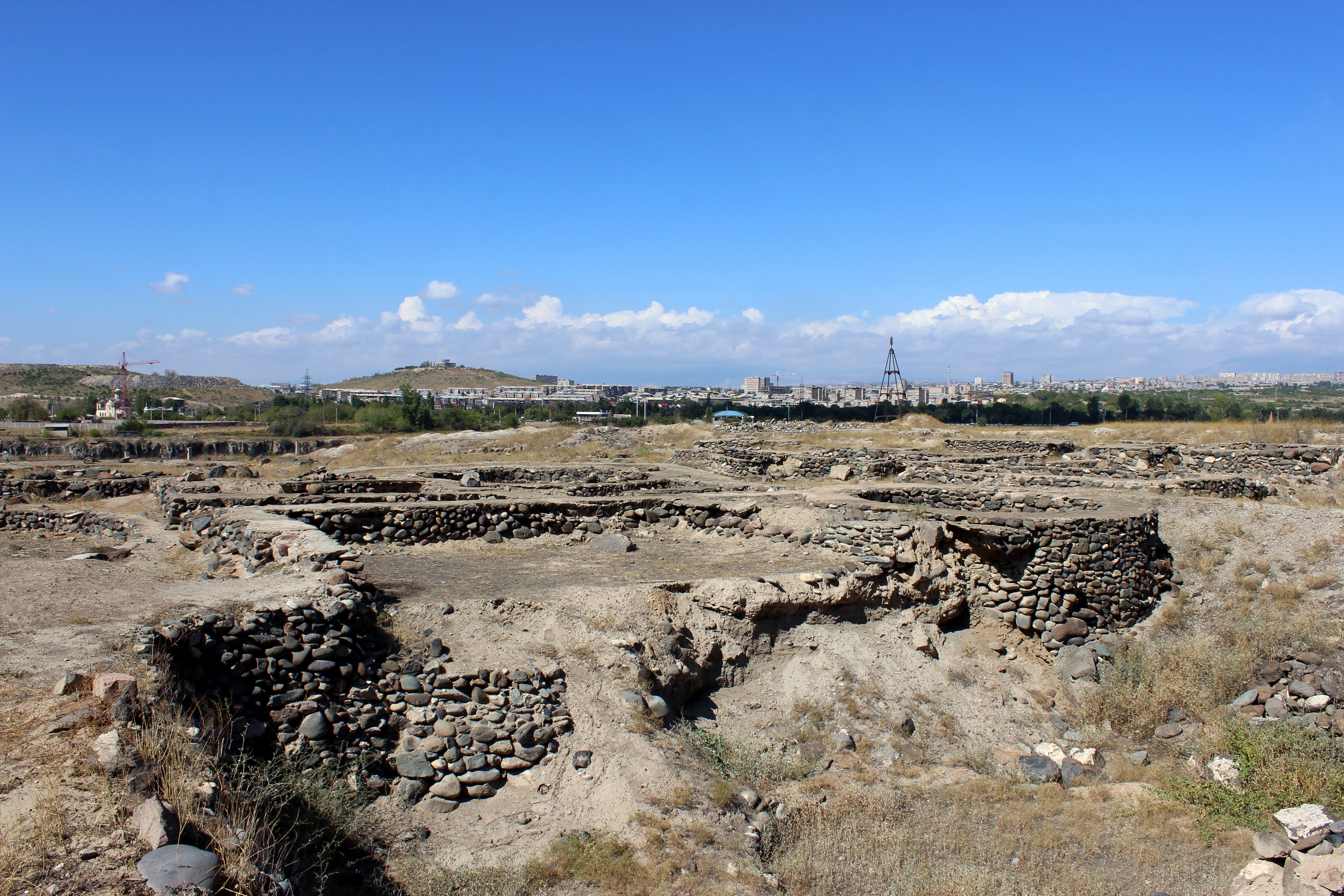
Una veduta del sito archeologico di Shengavit.
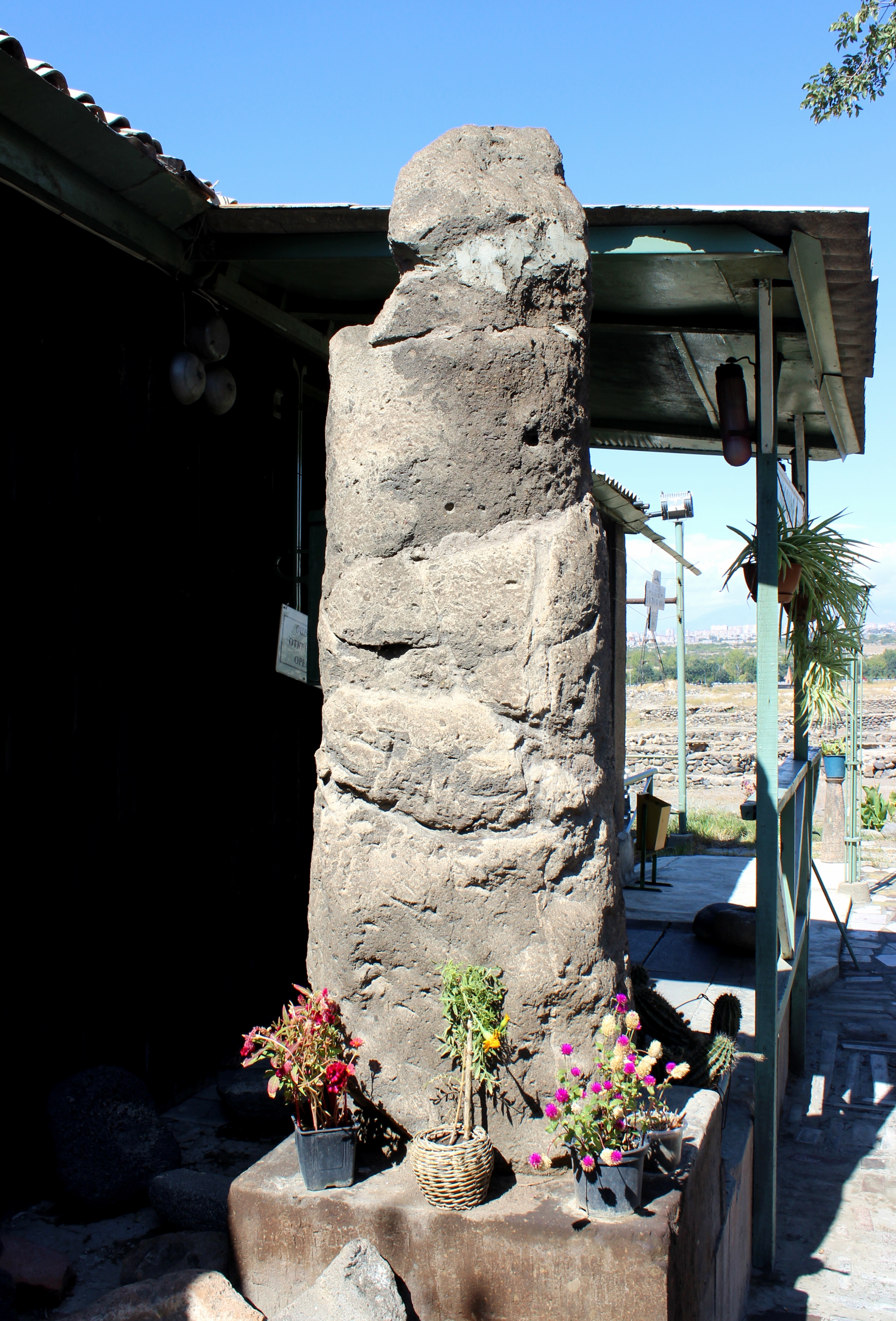
Il monumento in pietra dalla forma fallica ritrovato nel sito.